# Acalypta cooleyi
Acalypta cooleyi är en insektsart som beskrevs av Drake 1917. Acalypta cooleyi ingår i släktet Acalypta och familjen nätskinnbaggar. Inga underarter finns listade i Catalogue of Life.